# Exocentrus fortifer
Exocentrus fortifer är en skalbaggsart som beskrevs av Holzschuh 1986. Exocentrus fortifer ingår i släktet Exocentrus och familjen långhorningar.
Artens utbredningsområde är Sri Lanka. Inga underarter finns listade i Catalogue of Life.